# بلغارستان
بلغارستان (به بلغاری: България) با نام رسمی جمهوری بلغارستان (به بلغاری: Република България) کشوری در جنوب شرقی اروپا است. پایتخت این کشور شهر صوفیه است. جمعیت این کشور بالغ بر ۶٬۵۲۰٬۳۱۴ نفر است که هر ساله ۱٪ از آن کاسته می‌شود. بلغارستان بیشترین رشد منفی جمعیت را در جهان دارد.
زبان رسمی این کشور بلغاری و واحد پول آن لو با واحد جز ستونیکیی است. حدود ۸۵ درصد از مردم آن بلغاری‌تبار و بقیه بیشتر ترک و کولی هستند. بلغارستان ۱۱۰٬۹۹۳٫۶ کیلومتر مربع مساحت دارد و چهاردهمین کشور بزرگ در اروپا است.
بلغارستان در سال ۲۰۰۴ به عضویت ناتو درآمد و در سال ۲۰۰۵ اتحادیه اروپا، درخواست عضویت بلغارستان را در این اتحادیه پذیرفت و روز عضویت این کشور در اتحادیه اروپا را یک ژانویه ۲۰۰۷ اعلام کرد.
مهم‌ترین صادرات بلغارستان اسانس گل رز است، همچنین شراب نیز از دیگر اقلام مهم صادراتی بلغارستان است، بلغارستان چهارمین صادرکننده شراب در جهان است، پوشاک، کفش، آهن و فولاد، ماشین آلات و تجهیزات و سوخت نیز از دیگر صادرات بلغارستان می‌باشد.
جمهوری بلغارستان رسماً کشوری سکولار است اما در قانون اساسی آن مسیحیت ارتدکس به عنوان دین سنتی کشور ذکر شده است. ۶۴٫۷٪ جمعیت این کشور مسیحی هستند و ۹٫۸٪ جمعیت را مسلمانان تشکیل می‌دهند و ۱۵٫۹٪ نیز مذهبی نیستند.
منطقه امروزی بلغارستان در قدیم در قلمرو تراکیه‌ای‌ها قرار داشت و بعداً یونانی‌ها و رومی‌ها بر این منطقه چیره شدند. ظهور مردم بلغار به روزگار نخستین امپراتوری بلغار در قرون وسطی برمی‌گردد. منطقه بلغارستان حدود پانصد سال در تصرف عثمانی‌ها قرار داشت (از ۱۳۹۶ تا ۱۸۷۸ میلادی).
در اواخر سده نوزدهم، مداخله روسیه در سرزمین‌های امپراتوری عثمانی در بالکان منجر به تشکیل کشور خودمختار بلغارستان در ۱۸۷۸ میلادی گشت. بلغارستان تا سال ۱۹۰۸ شاهزاده‌نشین و تا ۱۹۴۶ پادشاهی مستقلی بود. با این حال، مرزهایی که در پیمان برلین (۱۸۷۸) تعیین شده بود، بلغارها را راضی نکرد و برای به دست آوردن زمین‌هایی که برپایه پیمان سن استفانو (۱۸۷۷) به آنان وعده داده بودند پنج بار وارد جنگ شدند.
بلغارستان که در دو جنگ اول (۱۸۸۵ و ۱۹۱۲) پیروز گشت در جنگ نهایی بالکان (۱۹۱۳) و دو جنگ جهانی (۱۹۱۵ تا ۱۹۱۸ و ۱۹۴۴) مغلوب شد و سرزمین‌هایی را از دست داد. پس از اشغال کشور به دست شوروی (۱۹۴۴) و جمهوری خلق بلغارستان برقرار و پادشاه تبعید شد (۱۹۴۶) و به دنبال تظاهرات مردمی در ۱۹۸۹، تودور ژیوکوف (زاده ۱۹۱۱) رهبر تندروی رژیم را اصلاح‌طلبانی برکنار کردند و با وعده انتخابات آزاد، از نقش رهبری حزب کمونیست دست کشیدند. در ژوئن ۱۹۹۰ انتخابات آزاد برگزار شد و حزب سوسیالیست پیشین به قدرت بازگردانده شد. این حزب که با مشکلات شدید اقتصادی روبرو بود و نتوانست به تنهایی حکومت کند و در ۱۹۹۱ دولتی ائتلافی بدون برتری هیچ حزبی زمام امور را در دست گرفت و سه حزب اصلی روی کار آمده‌اند.

## نام
نام بلغارستان برگرفته از قوم بلغار است، قبیله ای با ریشه‌های ترکی که اساس نخستین امپراتوری بلغارستان را پی ریختند. ریشه نام بلغار به درستی شناخته نیست و به دشواری می‌توان اشاره به آن را تا پیش از قرن چهارم میلادی یافت. با اینحال شاید این نام ریشه در واژه پیشاترکی بولغا داشته باشد که به معنای ترکیب کردن، تکاندن و به هم زدن بوده و واژه مشتق شده از آن «بولغاک» که به معنی شورش و بی نظمی است. این معنا را شاید بتوان تا شورشی، محرک یا ایجاد هرج و مرج گستراند
که در نتیجه بلغار به معنای «اخلالگر» بوده است. گروه‌های قبیله ای فراوانی در آسیای داخلی به نام‌هایی با آوای مشابه شناخته شده‌اند مانند «بلوجی»، قبیله ای مرکب از پنج قوم بربر که در خلال قرن چهارم میلادی از آنها به عنوان اقوام مختلط یا دردسرسازان یاد شده است.

## جغرافیا
در شمال این کشور جمهوری رومانی با ۶۰۸ کیلومتر مرز مشترک قرار دارد. در غرب با صربستان با طول مرز ۳۱۸ کیلومتر و مقدونیه شمالی با مرز مشترک ۱۴۸ کیلومتری، همجوار می‌باشد. در جنوب با کشور یونان ۴۹۸ با کیلومتر، و ترکیه ۲۴۰ کیلومتر هم‌مرز است. در شرق این کشور دریای سیاه قرار دارد.
دو رشته کوه مهم بلغارستان را فرا گرفته است، یکی رشته‌کوه بالکان که شمال و مرکز این کشور را دربر گرفته و دیگری رشته‌کوه‌های ردوپه که غرب و جنوب کشور را شامل می‌شود، از دیگر رشته‌کوه‌های بلغارستان می‌توان به ریلا و پیرین اشاره کرد.
کوه‌های بالکان از شرق تا غرب و مرکز بلغارستان می‌گذرد. در شمال، تپه‌های کم‌ارتفاع به رود دانوب متمایل است. در جنوب، منطقه‌ای از زمین‌های پست کوه‌های بالکان را از گرانکوهی بلند و چین‌دار که بلندترین قله بلغارستان در آن است جدا می‌کند. بلندترین نقطه این کشور قله مُصَلّی با ۲۹۲۵ متر ارتفاع است که در ارتفاعات ریلا در غرب بلغارستان واقع شده است.
شمال کشور تابستان‌های گرم و زمستان‌های سرد دارد، در حالی که جنوب شرق از آب و هوای مدیترانه‌ای برخوردار است. بیشتر اقلیم بلغارستان دارای آب و هوای سرد و کوهستانی است و نواحی ساحلی دریای سیاه نیز آب و هوایی معتدل و مرطوب دارد. مهم‌ترین رود ماریتسا نام دارد که از رشته‌کوه‌های ردوپه در غرب بلغارستان سرچشمه گرفته و با گذر از مناطق مرکزی کشور راه جنوب را در پیش گرفته و وارد ترکیه می‌شود و سپس به دریای اژه می‌ریزد. رود دیگر دانوب نام دارد که در شمال بلغارستان جریان دارد.
پایتخت بلغارستان، شهر صوفیه جمعیتی حدود ۱٬۳۳۰٬۰۰۰ نفر دارد و از مهم‌ترین شهرهای بلغارستان می‌توان به پلوودیف ۳۴۵ هزار نفر، وارنا ۳۴۴ هزار نفر، بورگاس ۲۰۹ هزار نفر و روسه ۱۶۰ هزار نفر اشاره کرد.

## تاریخ

### شروع مهاجرت و تاریخ باستان

پادشاهی ادروسی در تراکیه

تاریخ تمدن در بلغارستان کنونی به ۳۵۰۰ سال پیش از میلاد مسیح بازمی‌گردد، ساکنان اولیه این منطقه اقوام تراکیه‌ای‌ها بودند. نام بلغارستان برگرفته از بلغارهای باستان است که از استپ‌های شمال دریای سیاه به آنجا مهاجرت کردند و بر قبایل اسلاو غلبه نمودند و در سال ۶۸۱ میلادی نخستین امپراتوری بلغار را بنا نهادند. بلغارهای باستان قومی آمیخته از مردمان ترک‌تبار و ایرانی‌تبار (سارمات‌ها) بودند. که در مسیر مهاجرت، اقوام دیگری را نیز در خود حل کرده بودند. و زبان آن قوم نیز زبان بلغار نام داشت که از شاخه زبان‌های ترکی‌تبار بود و امروزه منقرض شده است. بلغارها در جمعیت اسلاوها که افزون‌تر بودند حل شدند که این فرایند با پذیرش مسیحیت ارتدکس از سوی پادشاه بوریس یکم در سده نهم شتاب گرفت. پیدایش خط سیریلیک در سال ۸۵۵ میلادی و استقرار مسیحیت به عنوان مذهب رسمی در ۸۶۴ میلادی محرک‌هایی نیرومند در تحول فرهنگی کشور بودند. تحت حاکمیت شاه سیمئون یکم بلغارستان به اوج قدرت خود رسید و گفته می‌شد که پایتخت آن، پرسلاو، از لحاظ قدرت بازرگانی و حیات فکری با قسطنطنیه رقابت می‌کند.
نخستین امپراتوری بلغار در ۱۰۱۸ میلادی از امپراتوری بیزانس شکست خورد. دومین امپراتوری بلغار، در سال ۱۱۸۶ میلادی در ولیکو تارنووو تأسیس شد، دوباره مرزهای پیشین را برقرار ساخت و عصر طلایی نوینی آغاز شد که در طی آن قلمرو بلغار با سه دریا هم‌مرز بود: دریاهای سیاه، آدریاتیک و اژه. در ۱۳۹۶ میلادی، پس از یک جنگ طولانی و مقاومتی سخت، کشور به سلطه عثمانی‌ها درآمد. آغاز سده هجدهم سرآغازی بر دوره احیای بلغارستان بود که با شکوفایی کلیسا، ادبیات و فرهنگ بلغاری مشخص می‌گردد. پس از یک انقلاب ناموفق در ۱۸۷۶، بلغارستان در پی جنگ آزادی‌بخش اردو- ترکی در ۳ مارس ۱۸۷۸ به استقلال دست یافت.
در پی کنگره برلین در ۱۸۷۸، کشور به سه بخش یعنی بلغارستان شمالی، روملیای شرقی و ناحیه مقدونیه تقسیم شد. کلیه این مناطق به نحوی تحت نفوذ عثمانی بودند اما نخستین پادشاه بلغارستان شمالی بنام الکساندر باتنبرگ، روملیای شرقی را تصرف کرده و به خاک خود ملحق کرد. جانشین وی شاهزاده فردیناند یکم در ۲۲ سپتامبر ۱۹۰۸ میلادی بلغارستان را کاملاً مستقل از حکومت عثمانی اعلام کرد و به خود لقب تزار داد. ادعای صربستان بر ناحیه مقدونیه منجر به جنگ دوم بالکان (در سال ۱۹۱۳) شد که در طی آن بلغارستان سرزمین‌های وسیعی را که در جنگ نخست بالکان تصرف کرده بود از دست داد. پس از جنگ دوم بالکان پیمان بخارست در ۱۰ اوت ۱۹۱۳ به امضاء طرفین جنگ رسید. بنا به این معاهده بلغارستان از تمام فتوحات خود (از سال ۱۹۱۲ تا این زمان) تنها به ترانس و دره استرومیتسا اکتفا نمود، ولی صربستان، مونیستار و دره واردار و قسمتی از سن ژاک و نوی بازار را؛ که به دست آورده بود بین خود و مونته‌نگرو تقسیم نمود.

### دو جنگ جهانی

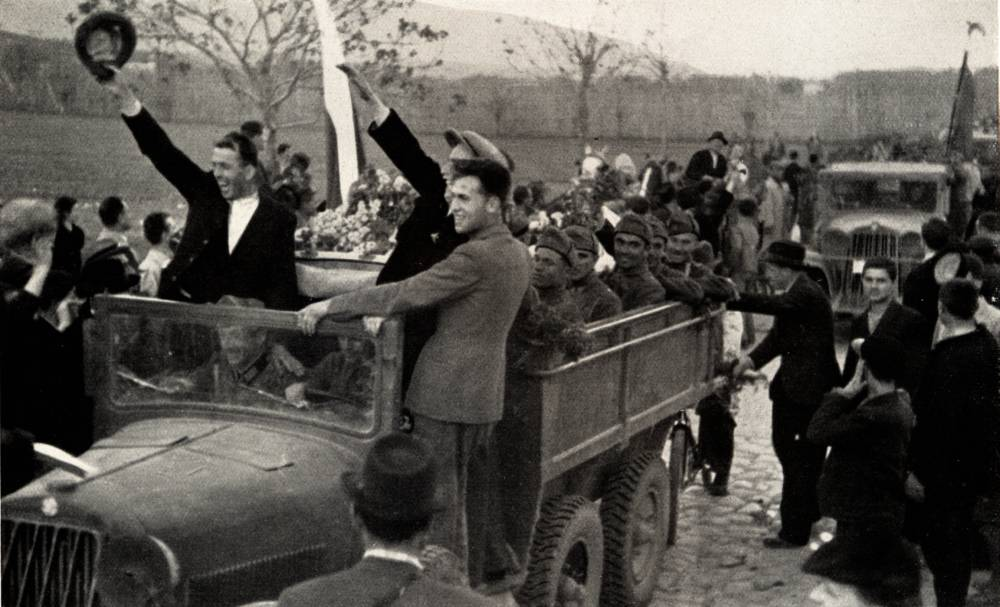
ارتش پادشاهی بلغارستان پس از تهاجم به جنوب یوگسلاوی در سال ۱۹۴۱

میان سال‌های ۱۹۱۲ تا ۱۹۱۸ بلغارستان درگیر سه جنگ شد، دو جنگ در بالکان و دیگری، جنگ جهانی اول. پس از یک شکست فاجعه بار در جنگ دوم بالکان، بلغاری‌ها دوباره درگیر نبردی بودند که آن‌ها در سمت بازنده اش قرار داشتند چون آن‌ها متحد قدرت‌های مرکز در جنگ جهانی اول بودند. با وجود آن‌که بیش از یک چهارم جمعیت بلغارستان، ۱٬۲۰۰٬۰۰۰ تن عضو ارتش شدند و پیروزی‌های چشمگیری در مناطقی مانند دوبریچ به‌دست آمد با این حال این کشور در ۱۹۱۸ شکست را پذیرفت. جنگ‌ها باعث شد ۸۷٬۵۰۰ سرباز کشته شوند و زمین‌های بسیاری از دست برود. از سال ۱۹۱۲ تا ۱۹۲۹ به دلیل جنگ‌ها بیش از ۲۵۳ هزار فراری به بلغارستان مهاجرت کردند و بار اضافه بر دوش اقتصاد از پیش آسیب دیدهٔ بلغارستان گذاشتند.
سیاست‌ها و خسارت‌های وارده باعث شد تا از سال ۱۹۱۸ تا ۱۹۴۳ یک حکومت دیکتاتوری توسط بوریس سوم برپا شود. در ۱۹۴۱ بلغارها به عنوان عضوی از نیروهای محور، وارد جنگ جهانی دوم شدند اما نپذیرفتند تا در عملیات بارباروسا شرکت کنند و مانع از فرستاده شدن جمعیت یهودی شان به اردوگاه‌های کار اجباری آلمان نازی شدند. مرگ ناگهانی بوریس سوم در تابستان ۱۹۴۳ کشور را دچار آشفتگی سیاسی کرد چرا که جریان اقلیت کمونیست حرکت‌هایی از خود نشان دادند. بوگدان فیلوف نتوانست با متفقین به صلح برسد. بلغارستان درخواست شوروی در بیرون راندن نیروهای آلمان را اجرا نکرد در نتیجه شوروی در سپتامبر ۱۹۴۴ وارد خاک بلغارستان شد. پس از آن گروه مقاومت کمونیست قدرت را به‌دست گرفت، از نیروهای محور خارج شد و به نیروهای متفقین پیوست و تا پایان جنگ در این سو ماند.
با آغاز جنگ جهانی اول، بلغارستان به امید بازپس‌گیری دوبارهٔ مقدونیه به آلمان پیوست. پس از دومین شکست، فردیناند یکم در سال ۱۹۱۸ از حکومت کناره‌گیری نموده و قدرت را به پسرش بوریس سوم واگذار کرد. بوریس سوم ضمن ایجاد حکومتی استبدادی منابع طبیعی کشور را نیز بر باد داد. بلغارستان با آغاز جنگ جهانی دوم متحد آلمان نازی و در جبهه نازی‌ها علیه متفقین می‌جنگید ولی روسیه در ۵ سپتامبر ۱۹۴۴ به این کشور اعلان جنگ داد و این کشور جهت خود را به زیان نازی‌ها تغییر داد و به متفقین پیوست و چهار روز بعد در ۹ سپتامبر ۱۹۴۴ حکومتی کمونیستی در کشور ایجاد شد و کیمون گئورگیف دبیرکل حزب کمونیست بلغارستان شد.

### دوره کمونیسم
از سال ۱۹۴۷ حکومتی در بلغارستان به سبک حکومت شوروی سوسیالیست برقرار شد. به زودی بلغارستان به سبب سرسپردگی و وابستگی کامل به شوروی به مطیع‌ترین منطقه تحت سیطره کمونیسم در اروپای شرقی بدل شد، بدین دلیل نیز بود که فعالیت ضد کمونیستی چشمگیری در دوره نفوذ شوروی بر بلغارستان به وقوع نپیوست. تودور ژیوکوف، دبیرکل حزب کمونیست بلغارستان، پس از ۳۵ سال در سال ۱۹۸۹ از قدرت کناره گرفت، بلافاصله پتار ملادنوف جانشین او شد، ملادنوف، پولیتبورو (دفتر سیاسی حزب کمونیست) بلغارستان را پاک‌سازی کرد و به بیش از چهار دهه انحصار قدرت در دست حزب کمونیست پایان بخشید.

### به سوی دموکراسی
انتخابات آزاد در ماه مه ۱۹۹۰ در بلغارستان برگزار شد و حزب کمونیست بلغارستان که به حزب سوسیالیست بلغارستان (BSP) تغییر نام داده بود پیروز انتخابات شد. ملادنوف در ژوئیه ۱۹۹۰ مجبور به استعفا شد. در اکتبر ۱۹۹۱ یک ائتلاف از یک جریان غرب‌گرا موسوم به اتحاد نیروهای دموکراتیک (UDF) و یک حزب نماینده اقلیت ترک‌های کشور جای سوسیالیست‌ها را گرفتند. در ژانویه ۱۹۹۲ ژلیو ژلف، روشنفکری از سنخ واتسلاف هاول در چکسلواکی با شعار «دموکراسی یا کمونیسم» دست به مبارزه زد و رئیس‌جمهور بلغارستان شد. بلغارستان با مشکلات همیشگی رو به رو بود: تورم، نرخ بیکاری هجده درصدی در اوایل ۱۹۹۴ و بدهی خارجی یازده میلیارد دلاری که با دستمزد دو سال تمام بلغارها برابری می‌کرد. اما بلغارستان پس از کمونیسم وجوه مثبتی نیز داشت، خصوصی‌سازی مزارع و کسب و کار با موفقیت انجام شد و بازارهای کشور از فراوانی مواد غذایی جلوه تازه‌ای یافت.

## سیاست
۲۴۰ عضو مجمع ملی هر پنج سال تحت نظام تعیین تعداد نمایندگان به نسبت جمعیت هر منطقه با رای تمامی افراد بالغ انتخاب می‌شوند. رئیس‌جمهور که مستقیماً برای پنج سال انتخاب می‌گردد نخست‌وزیر و شورای وزیرانی را انتصاب می‌کند که از حمایت اکثریت در مجمع برخوردارند. احزاب عمده سیاسی بلغارستان عبارتند از: اتحاد نیروهای دموکراتیک (میانه‌رو)، حزب سوسیالیست (کمونیست سابق)، جنبش برای حقوق و آزادی (ترکی).
بلغارستان در سازمان ملل متحد، سازمان امنیت و همکاری اروپا، و شورای اروپا عضویت دارد.

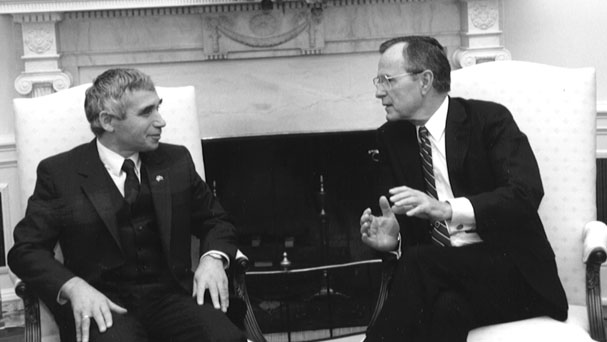
ژلیو ژلف نخستین رئیس‌جمهور بلغارستان که به صورت دموکراتیک انتخاب شد در دیدار با جرج اچ. دابلیو. بوش (سمت راست) در سال ۱۹۹۰.

حزب ائتلاف دموکراتیک بلغارستان (UDF) در سال ۱۹۹۷ مجدداً پیروز انتخابات شده و مأمور تشکیل کابینه گردید. پس از آن ایوان کوستوف نخست‌وزیر بلغارستان شد. کوستوف توانست با ایجاد اصلاحاتی سیستم فاسد اقتصادی بلغارستان را تا حدودی ترمیم کند. با این وجود، این پیشرفت‌ها بسیار کند و ناچیز به نظر می‌رسید. در انتخابات ۲۰۰۱، حزب ائتلاف دموکراتیک شکست سختی خورد و حزب جدید یعنی حزب جنبش ملی سیمئون دوم (SNM) به رهبری پادشاه پیشین سیمئون زاکس-کبورگ و گوتا پسر بوریس سوم که ۵۵ سال پیش از آن به دنبال نفوذ کمونیسم بر کشور از سلطنت خلع شده بود به عنوان نخست‌وزیر بلغارستان انتخاب شد. در انتخابات ریاست جمهوری ۲۲ ژانویه ۲۰۰۲ گئورگی پاروانف با اکثریت آراء به عنوان رئیس‌جمهور بلغارستان انتخاب شد، پاروانف در انتخابات ژانویه ۲۰۰۶ نیز مجدداً با کسب اکثریت قاطع ۷۷ درصدی پیروز انتخابات شد، رقیب جدی او در این انتخابات وولن سیدروف بود که تنها توانست ۲۲ ٪ آراء را از آن خود کند.
در انتخابات عمومی سال ۲۰۰۵، هیچ‌کدام از احزاب شرکت‌کننده در انتخابات نتوانستند به اکثریت قاطع دست یابند، بنابراین یک دولت ائتلافی توسط حزب سوسیالیست به رهبری سرگئی استانیشف به عنوان نخست‌وزیر مأمور تشکیل کابینه شد. در سال ۲۰۰۷ بلغارستان به عضویت اتحادیه اروپا درآمد. در ۲۳ ژوئیه ۲۰۰۸ کمیسیون اروپا اعطای کمک ۵۰۰ میلیون دلاری اتحادیه اروپا را به بلغارستان به علت جنایت‌های سازمان یافته و فساد لجام‌گسیخته در این کشور به حالت تعلیق درآورد. کمبود شدید انرژی برای چندین هفته در ژانویه ۲۰۰۹ به دنبال مناقشه روسیه و اوکراین بر سر قیمت گاز وارداتی از روسیه، بلغارستان را نیز تحت تأثیر قرار داد که اعتراضات گسترده و خشم مردم بلغارستان در قبال سیاست‌های مربوط به انرژی دولت را به دنبال داشت.
در انتخابات عمومی که در ژوئیه ۲۰۰۹ در بلغارستان برگزار شد، حزب راست میانه موسوم به «شهروندان برای توسعه اروپایی بلغارستان» یا (GERB) به رهبری بویکو بوریسوف پیروز انتخابات شد و بوریسوف به عنوان نخست‌وزیر بلغارستان برگزیده شد، بوریسوف کار خود را به عنوان نخست‌وزیر از روز ۲۷ ژوئیه ۲۰۰۹ آغاز کرد.
روسن پلونلیف وزیر پیشین توسعه منطقه‌ای و شهرسازی بلغارستان آبان ماه سال ۱۳۹۰ در دومین مرحله انتخابات ریاست جمهوری با کسب ۵۴٫۸ درصد آرا به عنوان رئیس‌جمهوری جدید این کشور انتخاب شد.

## اقتصاد

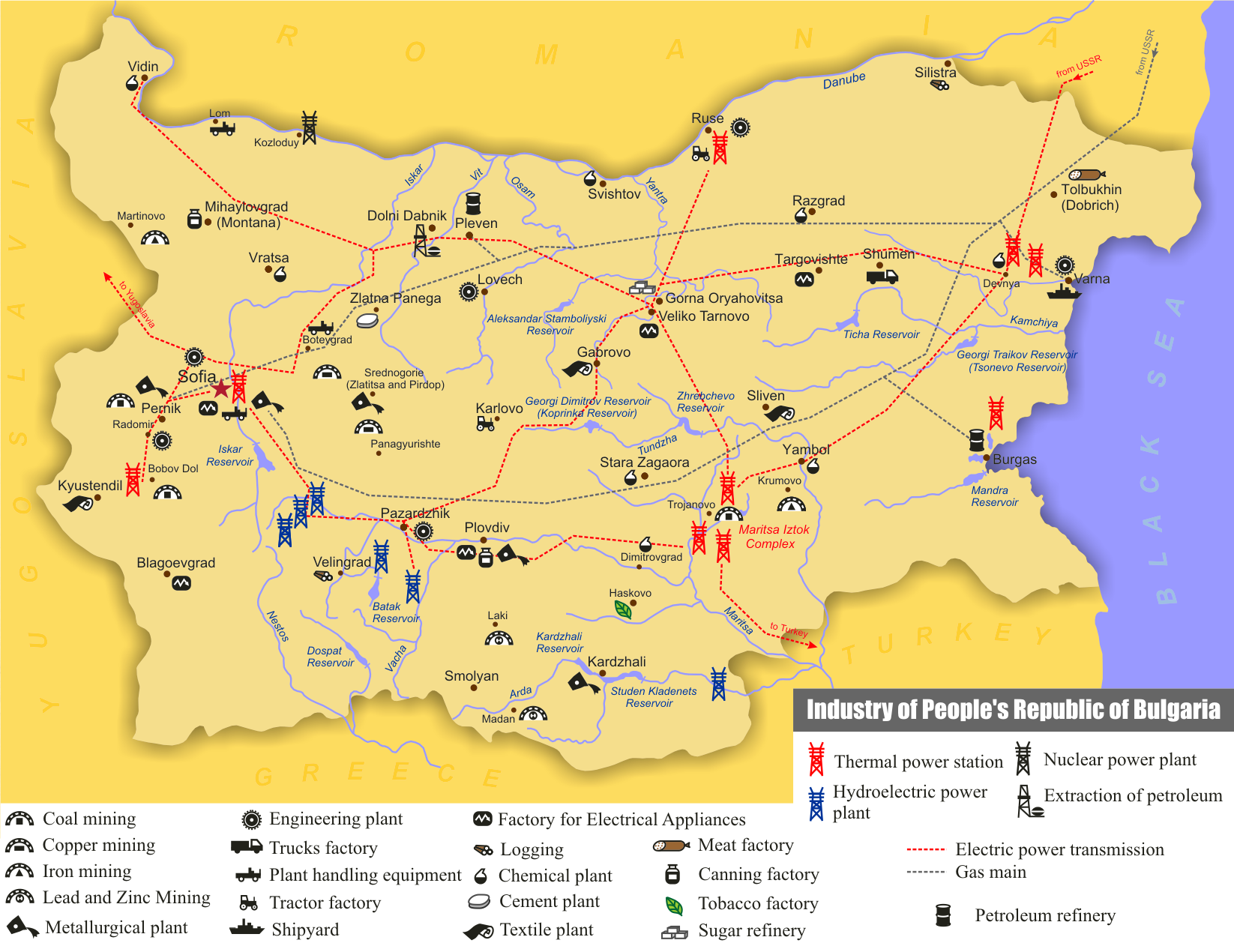
نقشه صنعت جمهوری خلق بلغارستان

در حال حاضر و پس از فروپاشی بلوک شرق، علی‌رغم همه تلاش‌های صورت گرفته سیستم اقتصادی این کشور همچنان کشاورزی محور است و صنعت در آن جایی ندارد. همین مسئله باعث بروز فقر شده است.
بلغارستان با خاکی حاصلخیز و اندکی منابع طبیعی دیگر، اقتصادی استوار بر کشاورزی دارد. تولید در تعاونی‌های بزرگ مکانیزه متمرکز است. فراورده‌های عمده شامل: غلات (گندم، ذرت، جو) و میوه (انگور) و به‌طور فزاینده‌ای تنباکو است. تولیدات کشاورزی اساس صنایع غذایی و شراب‌سازی و تنباکو را تشکیل می‌دهد. وامهای بلوک شرق در توسعه صنایعی ازجمله مهندسی، ساخت کود و مواد شیمیایی نقش داشته است. به دنبال آشوب‌های اجتماعی، اقتصادی و سیاسی که اروپای شرقی را پس از ۱۹۹۰ دربر گرفت الگوهای تجارت در این منطقه مختل گشت. بلغارستان که روابط بازرگانی‌اش با شوروی به ویژه نزدیک بود، با کمبودهای شدید بسیاری از کالاها و از جمله نفت، بیشتر از اغلب کشورهای اروپای شرقی لطمه دید. تولید صنعتی کاهش یافت ولی پیشرفت در امر خصوصی کردن صنعت و کشاورزی حاصل شده است.
اقتصاد بلغارستان به‌طور کلی در سال ۲۰۱۱ به میزان ۱٫۷ درصد نسبت به سال قبل رشد داشت. پیش‌بینی اقتصادی کمیسیون اروپا برای رشد کلی بلغارستان در سال ۲۰۱۲ میلادی ۰٫۵ درصد بود درحالیکه صندوق بین‌المللی پول رشد تولید ناخالص ملی این کشور را در سال ۲۰۱۲ رقم ۰٫۸ درصد اعلام کرده بود.
نیروگاه هسته‌ای کوزلودوی بیش از ۳۵ درصد برق بلغارستان را تأمین می‌کند و افزایش طول عمر دو رآکتور هزار مگاواتی این نیروگاه تا بیش از ۲۰ سال به یکی از اولویت‌های دولت بلغارستان تبدیل شده است.

## دامپروری
بر اساس گزارش فائو در سال ۲۰۱۹ تعداد دام زنده موجود در بلغارستان به این شرح بوده است:
گاومیش(۱۶٬۰۰۰) - گاو(۵۲۷٬۰۰۰) - بز(۲۲۸٬۰۰۰) - خوک(۴۹۱٬۰۰۰) - گوسفند(۱٬۲۸۰٬۰۰۰)

## مردم، زبان، دین

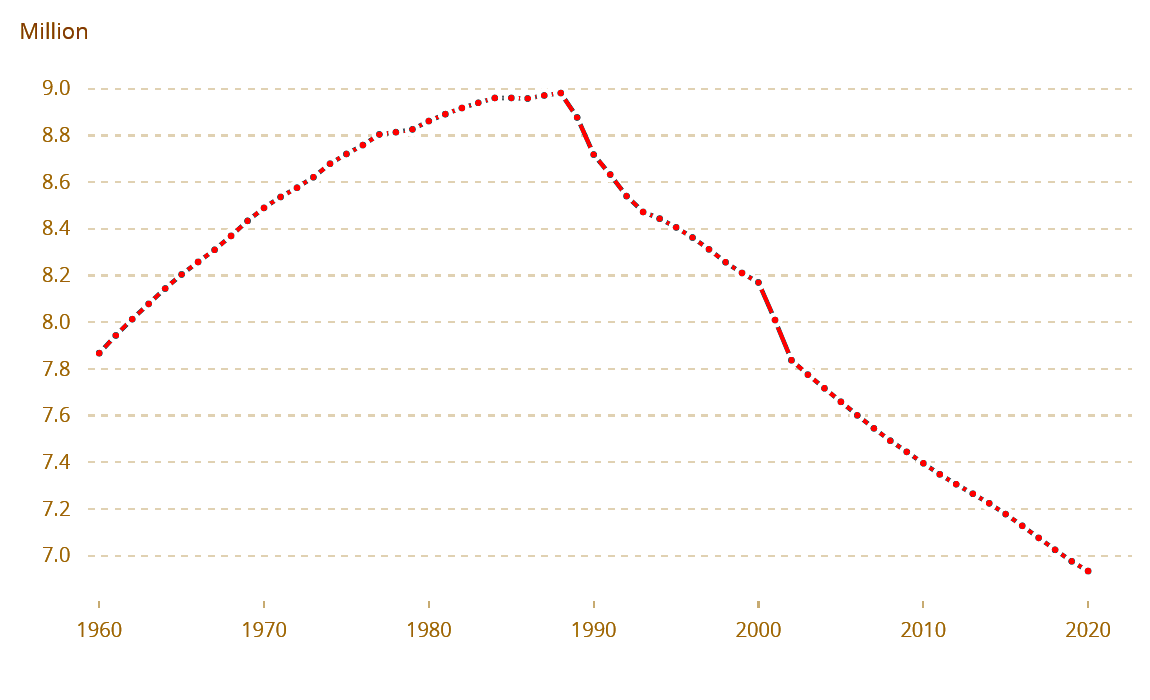
نمودار تغییر جمعیت میان سال‌های ۱۹۶۱ تا ۲۰۰۹.

۸۳٫۹٪ از جمعیت بلغارستان را بلغارها و ۱۰٪ را ترک‌ها و کولی‌ها تشکیل می‌دهند. بسیاری از دانشمندان ریشه بلغارها را از قبایل ترک‌زبان آسیای میانه (احتمالاً به همراه رگه‌های ایرانی) می‌دانند. همچنین گروه‌هایی از روس‌ها، رومانیایی‌ها، ارمنی‌ها، یونانی‌ها و سایر اقلیت‌های کوچک نیز در این کشور به سر می‌برند. کمتر از ۰/۱٪ درصد از مردم این کشور به ایدز مبتلا هستند.
زبان رسمی کشور، بلغاری است که مردم بلغارستان به این زبان تکلم می‌کنند.
۷۶٪ جمعیت پیرو آیین مسیحیت نوع ارتدوکس هستند و ۱۰٪ جمعیت را مسلمانان تشکیل می‌دهند و ۱۱٫۸ درصد بی‌دین هستند. در بلغارستان هشتاد هزار مسلمان علوی وجود دارد. گسترش اسلام در بلغارستان را می‌توان در تصرف این کشور توسط امپراتوری عثمانی ریشه‌یابی کرد.
زبان بلغاری زبانی هندواروپایی و از شاخه اسلاوی جنوبی است که نزدیک‌ترین به آن زبان مقدونی است و گویشوران آن با گویشوران زبان مقدونی درک مطلب می‌کنند.
در زبان بلغاری کهن و معاصر صدها واژه فارسی وجود دارد که در مکالمات روزمره به‌کار می‌رود. تعداد این واژه‌ها حدود ۱۰۰۰ عدد است که بیشتر از طریق زبان ترکی و در دوره تسلط ۵۰۰ ساله عثمانی بر این کشور، وارد این زبان شده است.

### ترک‌های بلغارستان

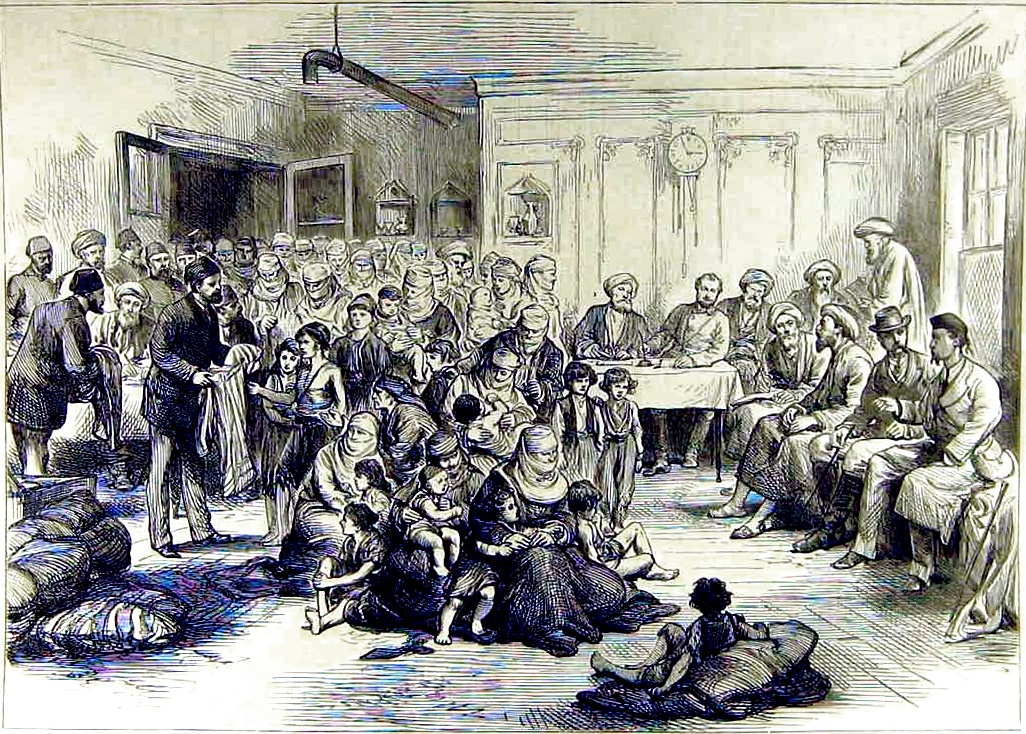
توزیع پوشاک در میان آوراگان ترک بلغارستان (۱۸۷۷).

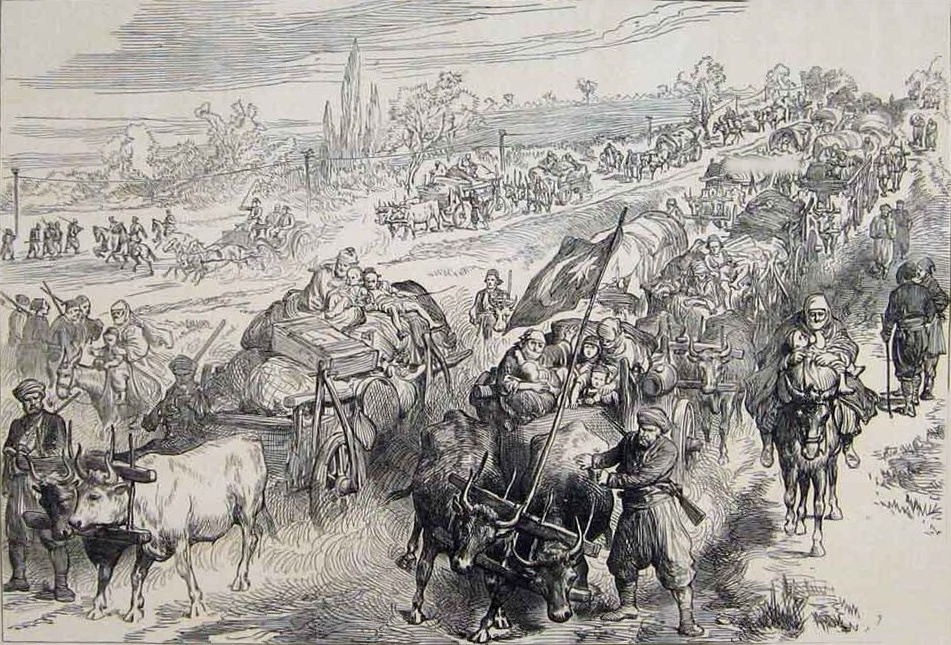
آوارگان ترک ولیکو ترنوو به شوملا وارد می‌شوند در سال ۱۸۷۷ میلادی.

ترک‌ها یکی از اقلیت‌های قومی بلغارستان هستند که در تخمینی در سال ۲۰۱۱ جمعیت آنان در این کشور بالغ بر ۵۸۸٬۳۱۸ نفر بوده است.جمعیت ترک‌های کشور بلغارستان پیش از شکل گرفتنش در سال ۱۸۷۸ میلادی تقریباً یک سوم از کل جمعیت آن بود. با این وجود برخی پژوهش‌گران (عمدتاً ترک) بر این باور هستند که ترک‌ها در اکثریت بودند. در سال ۱۸۷۶ تقریباً ۷۰٪ از زمین‌های کشاورزی به ترک‌ها تعلق داشت. یک تاریخ‌نگار ترک به نام تورهان چتین بر این باور بود که جنگ روسیه و عثمانی (۱۸۷۷–۱۸۷۸) به معنای پاکسازی ترک‌ها از بالکان بود. ادعا شده است در میان سال‌های ۱۹۲۳ تا ۱۹۴۹ بالغ بر ۲۲۰٬۰۰۰ نفر از ترک‌ها به ترکیه مهاجرت کردند. هرچند که دولت ترکیه تشویق به مهاجرت می‌کرد. سپس موج دیگری از ترک‌ها بلغارستان را ترک کردند. در میان سال‌های ۱۹۴۱ تا ۱۹۵۱ بالغ بر ۱۵۵٬۰۰۰ نفر از بلغارستان به صورت اختیاری یا اجباری خارج شدند. اگرچه مهاجرت‌های انجام شده طبق توافق با دولت ترکیه انجام شد.

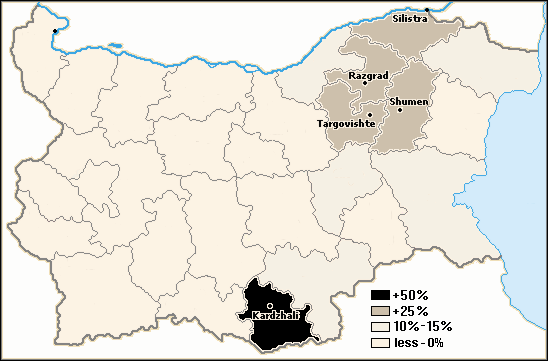
ترک‌های بلغارستان (سال ۲۰۱۱)

در سال ۱۹۸۴ دولت بلغارستان یک سیاست بلغاری کردن را آغاز کرد که طی آن ویژگی‌های فرهنگی و قومی ترک‌های بلغارستان محدود می‌شد. تقریباً ۸۰۰٬۰۰۰ ترک مجبور به تغییر نام خود به یک نام بلغاری شدند. همچنین ترک‌ها دیگر حق شرکت در مراسم مذهبی اسلامی را نداشتند. همین‌طور نمی‌توانستند در مکان‌های عمومی ترکی صحبت کنند یا پوشاک سنتی ترکی بر تن کنند. از سال ۱۹۸۶ ترک‌ستیزی در بلغارستان بار دیگر شدت گرفت. این اقدامات در نهایت منجر به بزرگ‌ترین مهاجرت دست جمعی در اروپا پس از پایان جنگ جهانی دوم شد و در میان آن ۳۵۰٬۰۰۰ ترک به کشور ترکیه وارد شدند. این اتفاق میان ژوئن تا اوت ۱۹۸۹ افتاده است و از آن به عنوان سیر بزرگ یاد می‌شود. پس از برکناری تودور ژیوکوف بیش از ۱۵۰۰۰۰ نفر از ترک‌ها به بلغارستان برگشتند. اما بیش از ۲۰۰ هزار نفر به‌طور دائم در ترکیه باقی ماندند.
بویکو بوریسوف که متهم به داشتن تمایلات ترک‌ستیزانه شده بود. در انتخابات ژوئیه ۲۰۰۹ به قدرت رسید. در دسامبر ۲۰۰۹ وی پشتیبانی خود را از حرکتی که حزب ATAKA و رهبرش در مورد پخش اخبار روزانه به زبان ترکی از تلویزیون ملی بلغارستان مطرح شده بود اعلام کرد. اما پس از آن وی این پشتیبانیش را پس گرفت. نخست‌وزیر ترکیه نگرانی خود را از افزایش احساس‌های ترک‌ستیزانه در بلغارستان به نخست‌وزیر بلغارستان ابراز کرد. وزیر امور خارجه ترکیه هم نگرانیش در مورد داغ شدن بحث‌ها در مورد اخبار به زبان ترکی در بلغارستان را بیان کرد. ایوان دیکوف اعلام کرد نه همه حزب ATAKA ولی بسیاری از مردم بلغارستان از طرح اخبار به زبان ترکی خشمگین شدند.

## فرهنگ

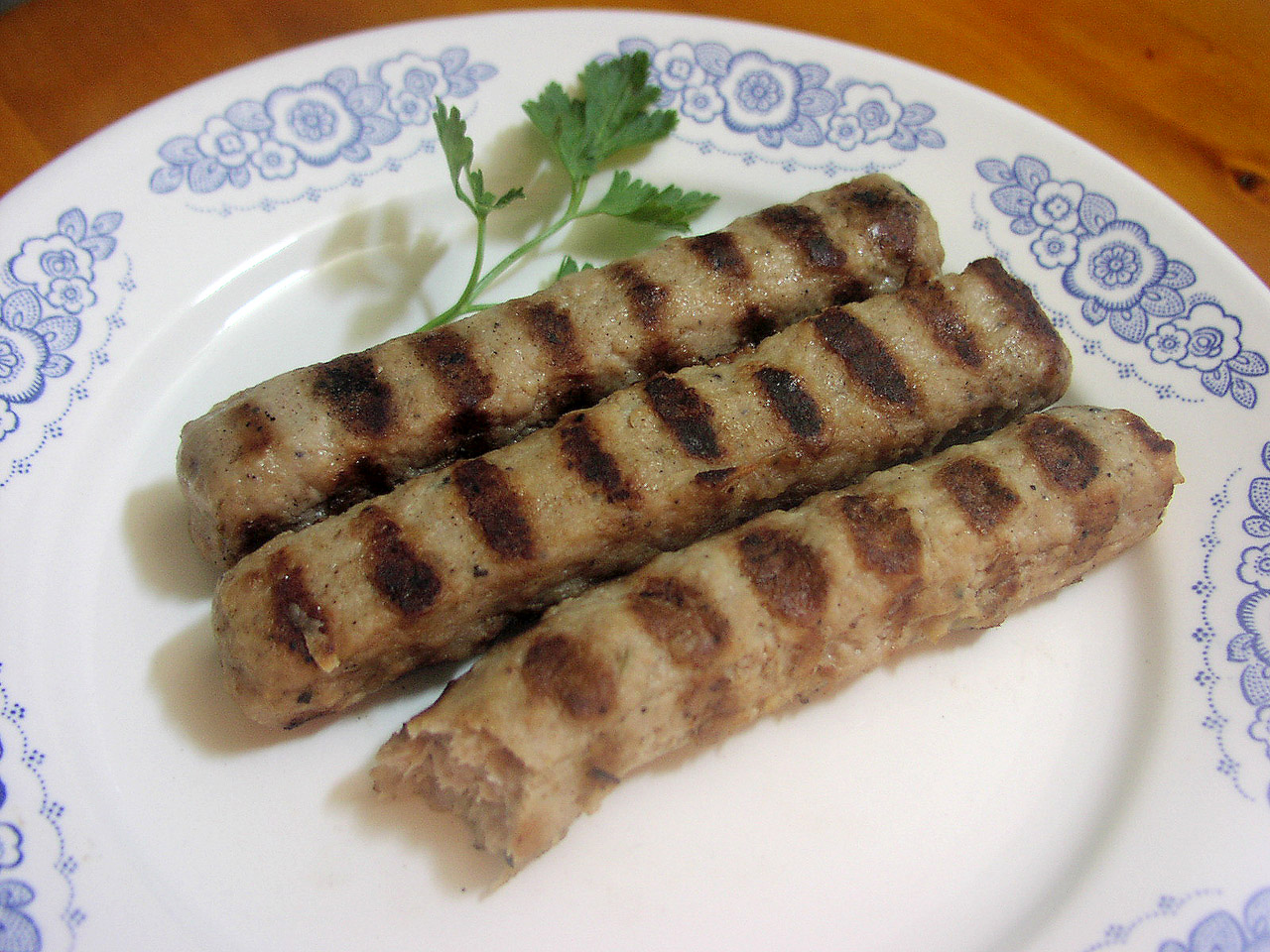
کباب بلغاری یکی از معروف‌ترین خوراک آشپزی بلغارستان

عناصر اصلی فرهنگ سنتی بلغارستان از میراث تراکیه‌ای، اسلاوها و بلغار تشکیل شده‌اند و نفوذ فرهنگی یونانی‌ها، رومی‌ها، عثمانی‌ها، ایرانی‌ها و سلتی نیز در فرهنگ این کشور دیده می‌شود.
نمونه سازهای بلغارستان عبارتند از کاوال (فلوتی که از ته دمیده می‌شود)، دودوک (سوت بلغاری)، کاباگیوا (نی‌انبان)، گادولکا (ساز زهی قوس‌دار) و توپان (طبل استوانه‌ای دو سر).
هفتاد درصد عطر رز در بازارهای بین‌المللی از بلغارستان می‌آید و جشن رزها در نیمه اول ژوئن در دره رز برگزار می‌شود. (در بلغارستان مرکزی در نزدیکی شهرهای کازانلاک و کارلوود). این جشن شامل یک گردهمایی شاد همراه با رزچینی همگانی است.

## استان‌های بلغارستان
از سال ۱۹۹۹ بدین سو کشور بلغارستان به ۲۸ استان (منطقه) بخش شده است. نام آن‌ها بدین شرح است:
1. استان بلاگووگراد
2. استان بورگاس
3. استان دوبریچ
4. استان گابرووو
5. استان خاسکوو
6. استان کرجالی
7. استان کیوستندیل
8. استان لووچ
9. استان مونتانا
10. استان پازارجیک
11. استان پرنیک
12. استان پلِون
13. استان پلوودیف
14. استان رازگراد
15. استان روسه
16. استان شومن
17. استان سیلیسترا
18. استان اسلیوِن
19. استان اسمولیان
20. استان صوفیه
21. استان صوفیه سیتی
22. استان استارا زاگورا
23. استان تورگوویشته
24. استان وارنا
25. استان ولیکو تارنوو
26. استان ویدین
27. استان وراتسا
28. استان یامبول

## جاذبه‌های گردشگری

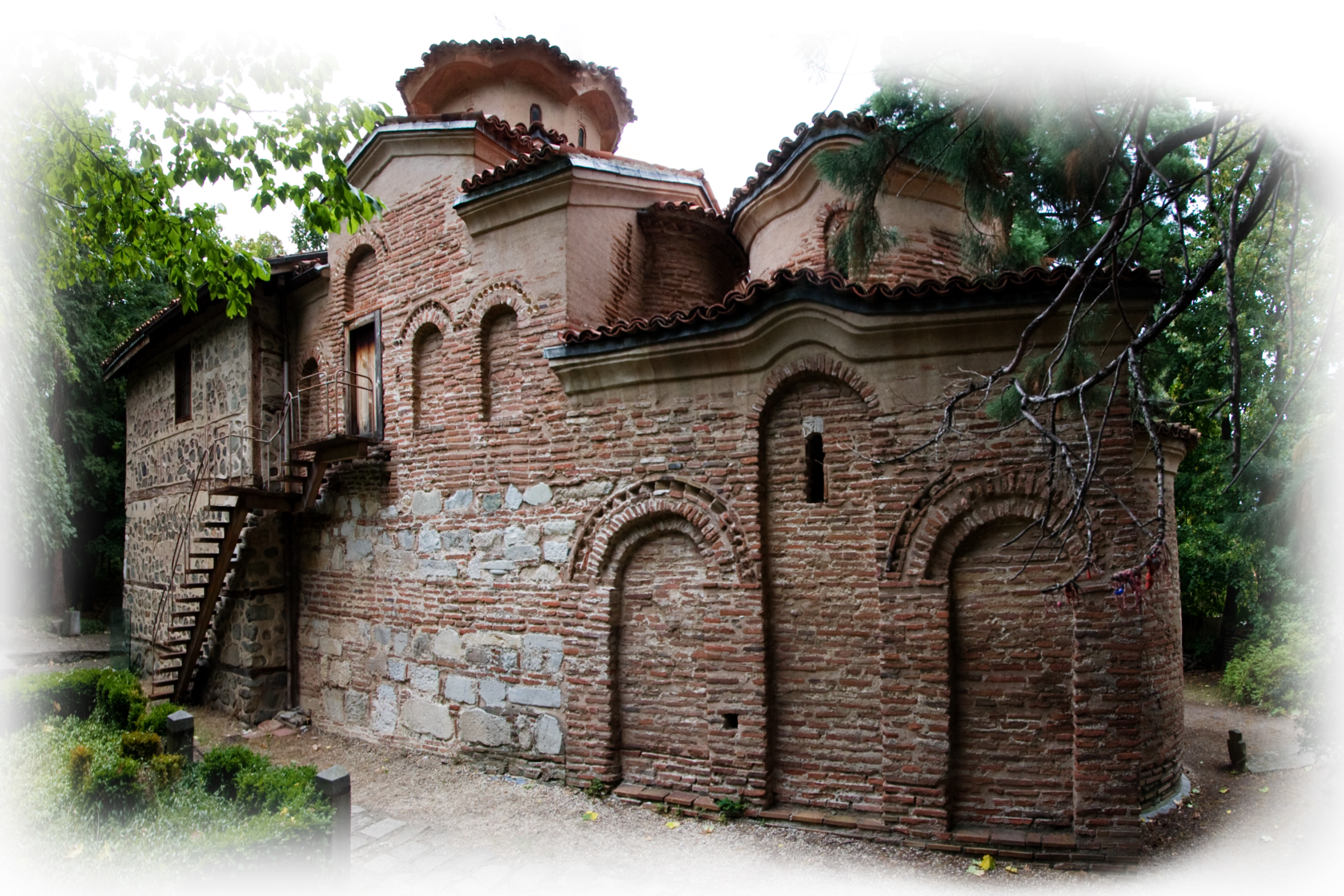
نمایی از کلیسای بویانا

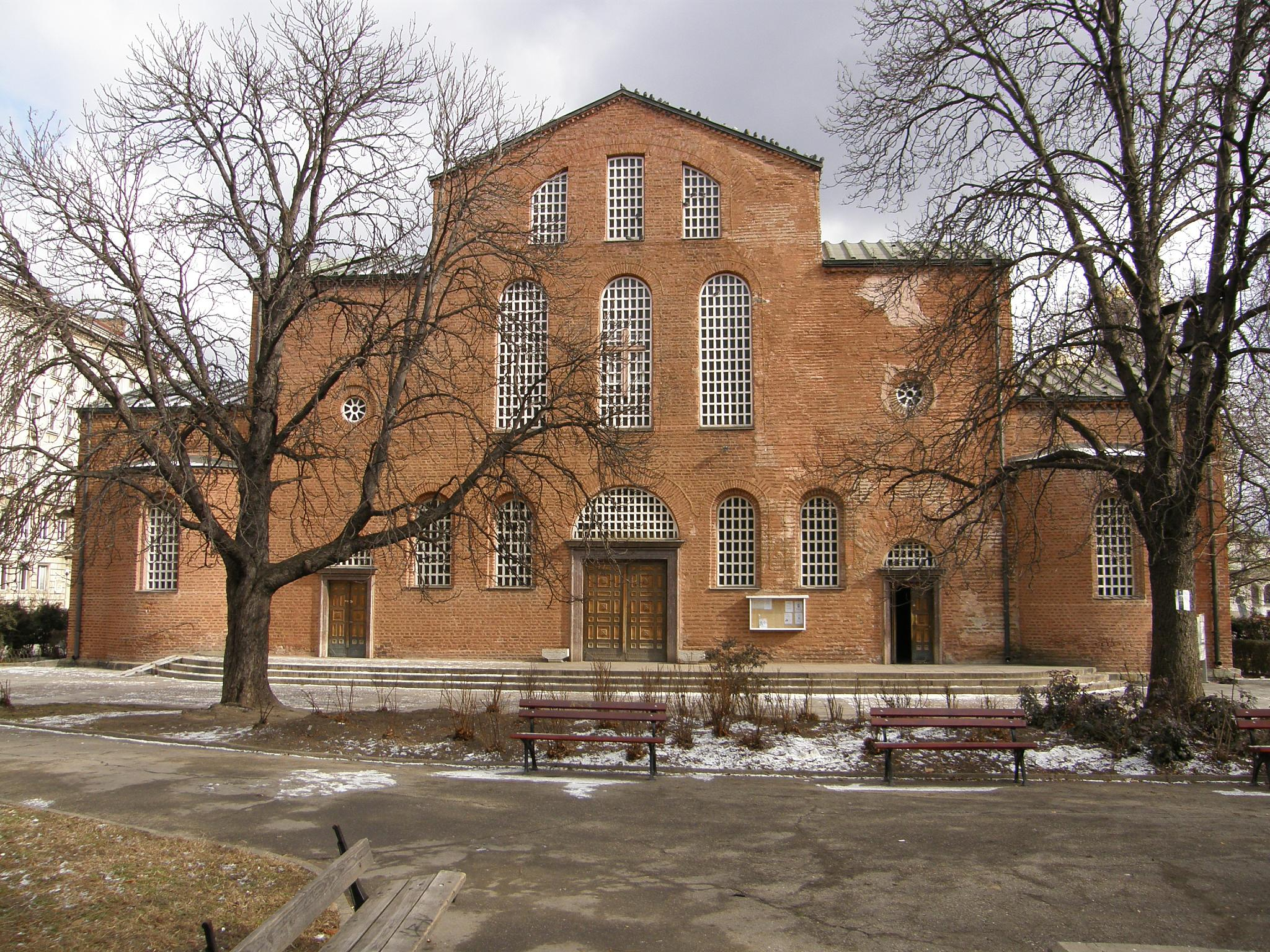
نمایی از کلیسای هاگیا صوفیا

یکی از شهرهای بندری و زیبای این کشور، وارنا نام دارد که منطقهٔ ساحلی گلدن سندز (golden sands) را در کنار خود دارد. این منطقه از نظر اقتصاد گردشگری، نقش بسیار مهمی برای مردم منطقه و مردم کشور بلغارستان دارد. اهالی این منطقه از انواع و اقسام شگردها برای کسب درآمد بهره می‌برند. اجاره دادن سایه‌بان و تخت در حاشیهٔ ساحل و همین‌طور اجاره دادن خودرو، موتورسیکلت، دوچرخه و اسب‌های کوتاه قد از جملهٔ این شگردهاست. در بازارچه‌های اطراف این منطقهٔ ساحلی، انواع و اقسام جانوران (نظیر طوطی، میمون، تمساح و مارهای کوچک و بزرگ) موجود است تا گردشگران در ازای پرداخت مبلغی آن‌ها را در اختیار بگیرند و عکس یادگاری بیندازند.
بناهای تاریخی:
1. کلیسای بویانا: این کلیسا متعلق به قرن چهاردهم میلادی است کلیسا و باغ آن در فهرست آثار جهانی یونسکو است.[۴۵]
2. کلیسای هاگیا صوفیا: این کلیسا در قرن ششم میلادی ساخته شد و بارها تغییراتی در آن رخ داد این کلیسا در زمان تسلط عثمانی‌ها بر بلغارستان به عنوان مسجد استفاده می‌شد.[۴۵]

منطقه تاریخی «پریریکون»، از قدیمی‌ترین مجموعه‌های باستان‌شناسی بلغارستان است که به گفته پژوهشگران نیایشگاه ایزدبانو دیونیسوس که در جهان باستان از شهرت فراوانی برخوردار بوده، در آن قرار دارد. برپایه اسناد موجود فعالیت‌های بشری در این منطقه متعلق به ۵ هزار سال پیش از میلاد بوده و این صومعه نیز از جمله قلعه‌های مهم دفاعی شهر در سده‌های میانه به‌شمار می‌رفته است.
صومعه ریلا که در دل کوهستان ریلا واقع است، بزرگ‌ترین صومعه بلغارستان است. این بنا در قرن دهم ساخته شده و در فهرست میراث فرهنگی جهانی یونسکو قرار دارد. مقبره گنبد تراسی کازانکوک که قدمت آن به انتهای سده چهارم و ابتدای قرن سوم قبل از میلاد می‌رسد، حاوی نقاشی‌های دیواری منحصر به فرد است، تنها آثار باقی‌مانده از نقاشی هلنی که جزء فهرست میراث فرهنگی جهانی است.
گورستان باستانی وارنا که حاوی شواهد اولین تمدن اروپایی و قدیمی‌ترین طلای جهان است به ۴۶۰۰ تا ۴۲۰۰ سال پیش از میلاد برمی گردد. کلیسای جامع الکساندر نفسکی قدیس در صوفیه بزرگ‌ترین کلیسای جامع ارتدکس در شبه جزیره بالکان است.
گنبد سنت جرج، قدیمی‌ترین بنای صوفیه است. سه لایه نقاشی دیوار در آن کشف شده است که قدیمی‌ترین آن‌ها به سده دهم می‌رسد.

## ورزش
ورزش‌هایی مانند کشتی، وزنه‌برداری، بوکس، ژیمناستیک، والیبال، فوتبال و تنیس در بلغارستان محبوب و مرسوم است. این کشور یکی از تیم‌های والیبال و اسکی پیشرو در جهان است.

## نگارخانه

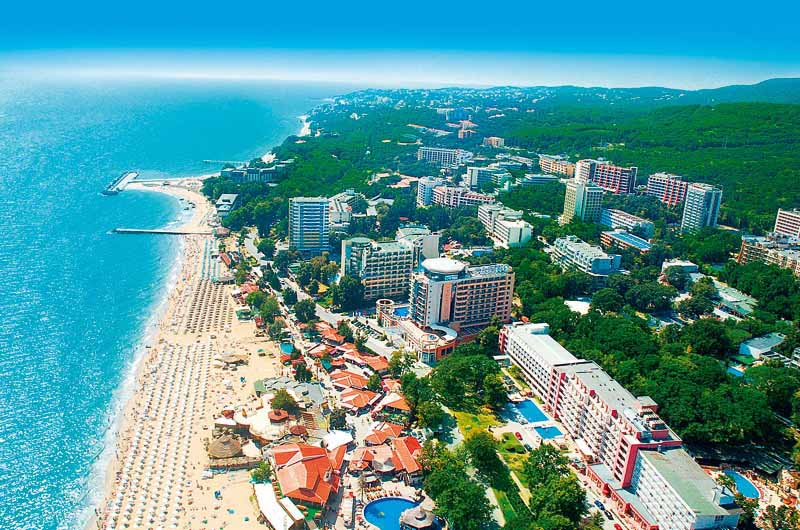
شهر وارنا

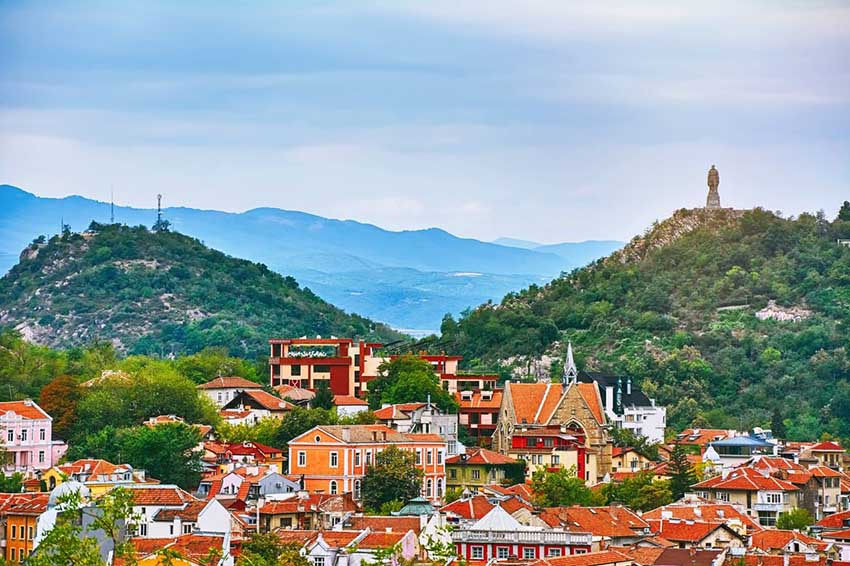
شهر پلودیو

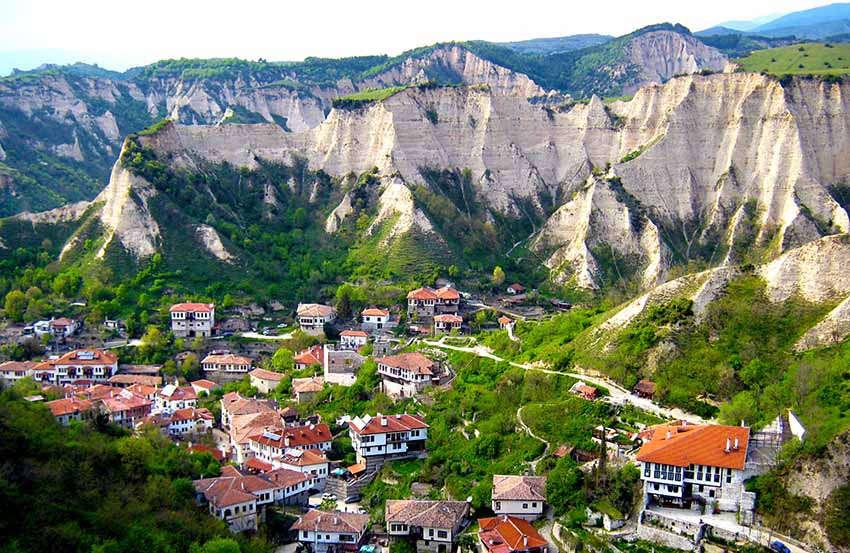
شهر ملنیک

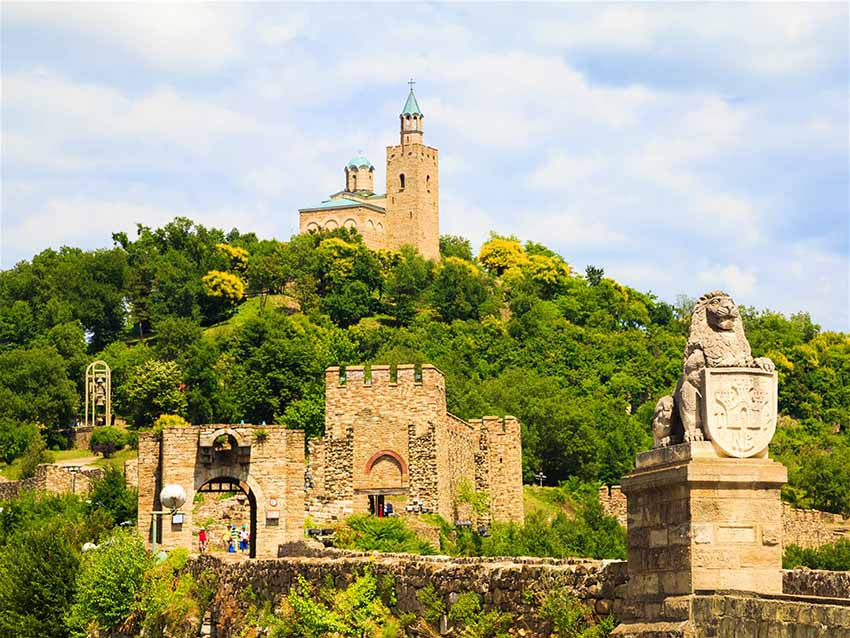

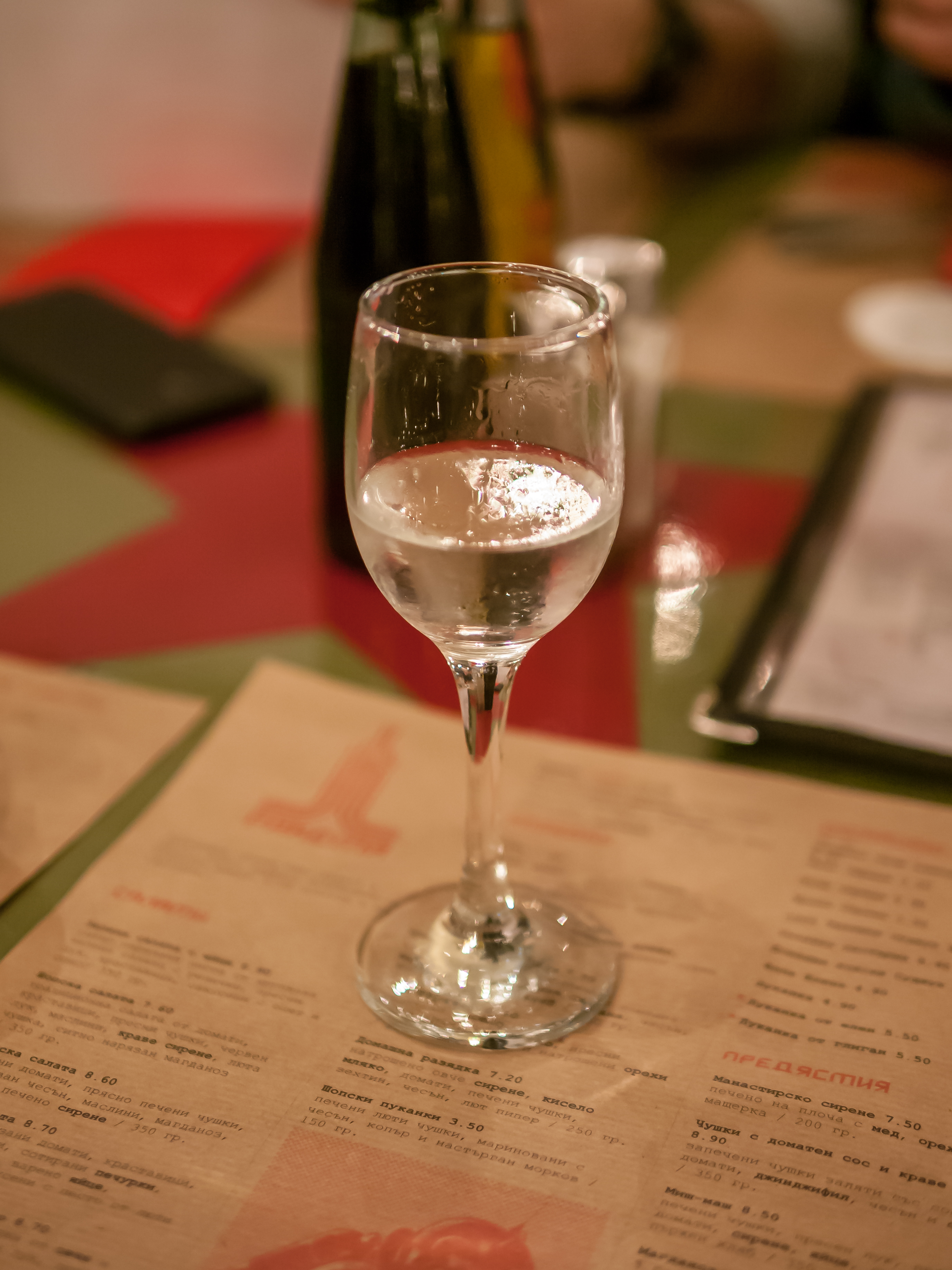
راکیا نوشیدنی ملی بلغارستان
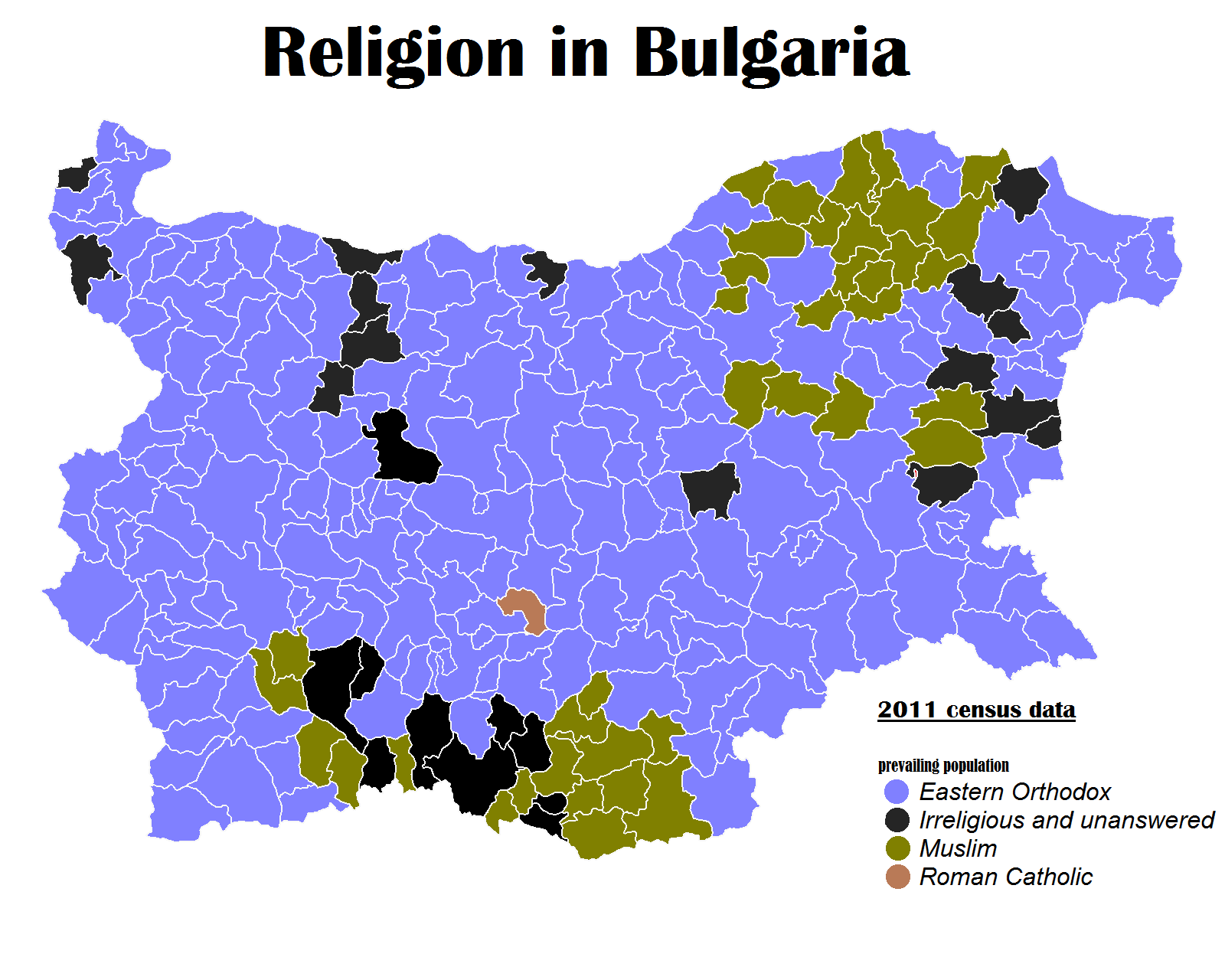
نقشه دین در بلغارستان
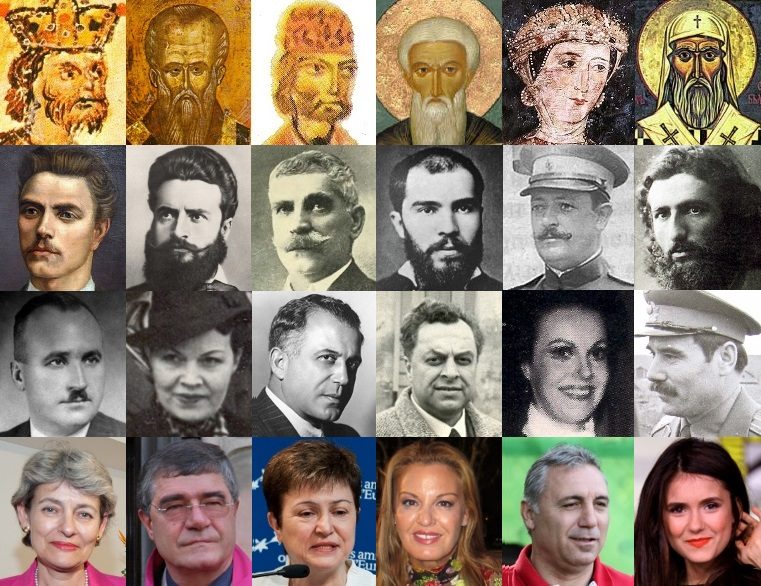
مشاهیر بلغارستان